# MiG DIS
MiG DIS (MiG-5) byl sovětský dvoumotorový letoun, který vznikl na základě požadavku Rudé armády na doprovodnou stíhačku pro sovětské dálkové bombardéry.

## Vývoj
Konstrukční kancelář Mikojan-Gurevič vytvořila projekt dvoumotorového doprovodného letounu DIS (Dvuchmotornyj Istrebitěl Soprovožděnij). První prototyp vzlétl v květnu roku 1941, tedy krátce před přepadením Sovětského svazu. S postupem německé armády se ukázalo, že sovětské letectvo potřebuje zejména frontové stroje, a tak se projekt odložil. Navíc došlo k evakuaci továrny, takže konstrukční kancelář se k projektu vrátila až roku 1942, kdy byl letoun upraven jako doprovodný, bitevní, bombardovací a torpédový letoun. Vzhledem k tomu, že motory Mikulin AM-37 nebyly k dispozici, byl v druhém prototypu použit motor Švecov AŠ-82F. Původně se letoun měl vyrábět sériově, ale nakonec k tomu nedošlo.

## Specifikace (1. prototyp)

### Technické údaje
- Osádka: 1
- Rozpětí: 15,90 m
- Délka: 11,00 m
- Výška: 3,40 m
- Nosná plocha: 38,90 m²
- Vzletová hmotnost: 8060 kg
- Pohonná jednotka: 2 × kapalinou chlazený dvanáctiválcový vidlicový motor Mikulin AM-37 o výkonu 1030 kW

### Výkony
- Max. rychlost: 610 km/h
- Stoupavost: 5000 m min 5 30 s
- Dostup: 10 900 m
- Dolet: 2280 km

### Výzbroj
- 1 × pevný kanón ráže 37 mm pod trupem
- 6 × pevný synchronizovaný kulomet ŠKAS ráže 7,62 mm

## Specifikace (2. prototyp)

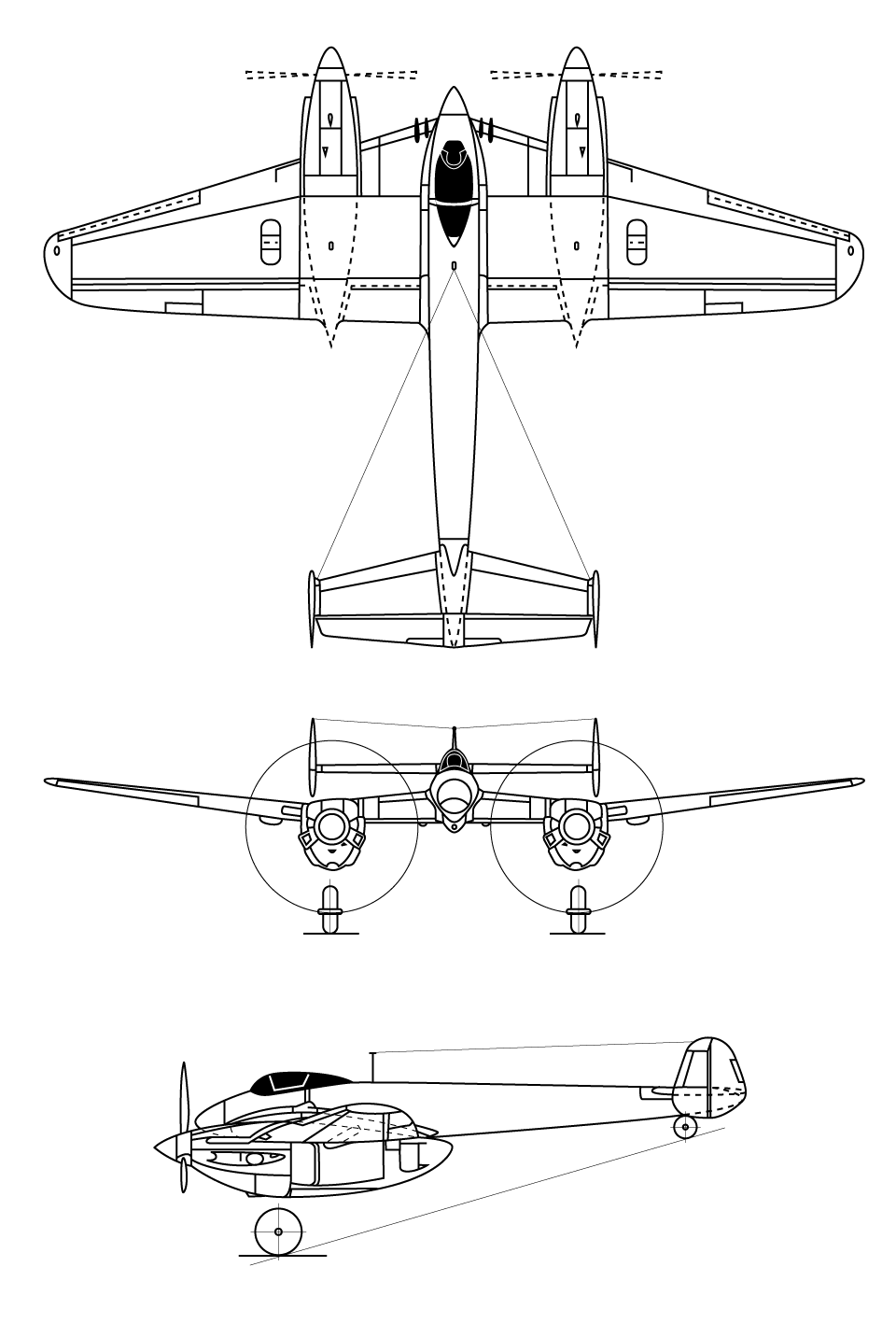
MiG DIS

### Technické údaje
- Osádka: 1
- Rozpětí: 15,90 m
- Délka: 11,50 m
- Výška: 3,40 m
- Nosná plocha: 38,90 m²
- Vzletová hmotnost: 8000 kg
- Pohonná jednotka: 2 × dvouhvězdicový motor Švecov AŠ-82F o výkonu 1250 kW / přeplňovaný mechanickým kompresorem

### Výkony
- Max. rychlost: 604 km/h
- Stoupavost: 5000 m 6 min 20 s
- Dostup: 9800 m
- Dolet: 2500 km

### Výzbroj
- 2 × pevný kanón Volkov-Jarcev VJa-23 ráže 23 mm pod trupem
- 2 × pevný kulomet Berezin UBK ráže 12,7 mm ve spodní části přídě
- pumy nebo torpédo do 1000 kg